# 清水河 (首善街道)
清水河是渭河的支流之一。位于眉县县城西侧，发源于齐镇斜峪关，自南向北流经积谷寺、上龙王庙、党西、醋家园、段家庄、北兴，在北兴村东北注入渭河，现已淤积不存。
滨河新区开发前在西关村北河滩和北兴村境内仍有下游末段的少量遗存，从西侧鱼塘流出，自西向东与渭河平行流淌，在凤泉渭河大桥西侧注入渭河，在2017年平阳湖建设后，除了在眉县中心敬老院北侧仍保留了约130米长的一小段干涸河道和两座桥以外，清水河已经踪迹全无。
如今首善街道南部的一些村名中仍然遗留了清水河曾经流过的痕迹，例如东河滩、长潮湾、河滩等。